# Agave tequilana
Agave tequilana (agave tequilero) es una especie de plantas suculentas perteneciente a la antigua familia de las agaváceas, ahora subfamilia Agavoideae.

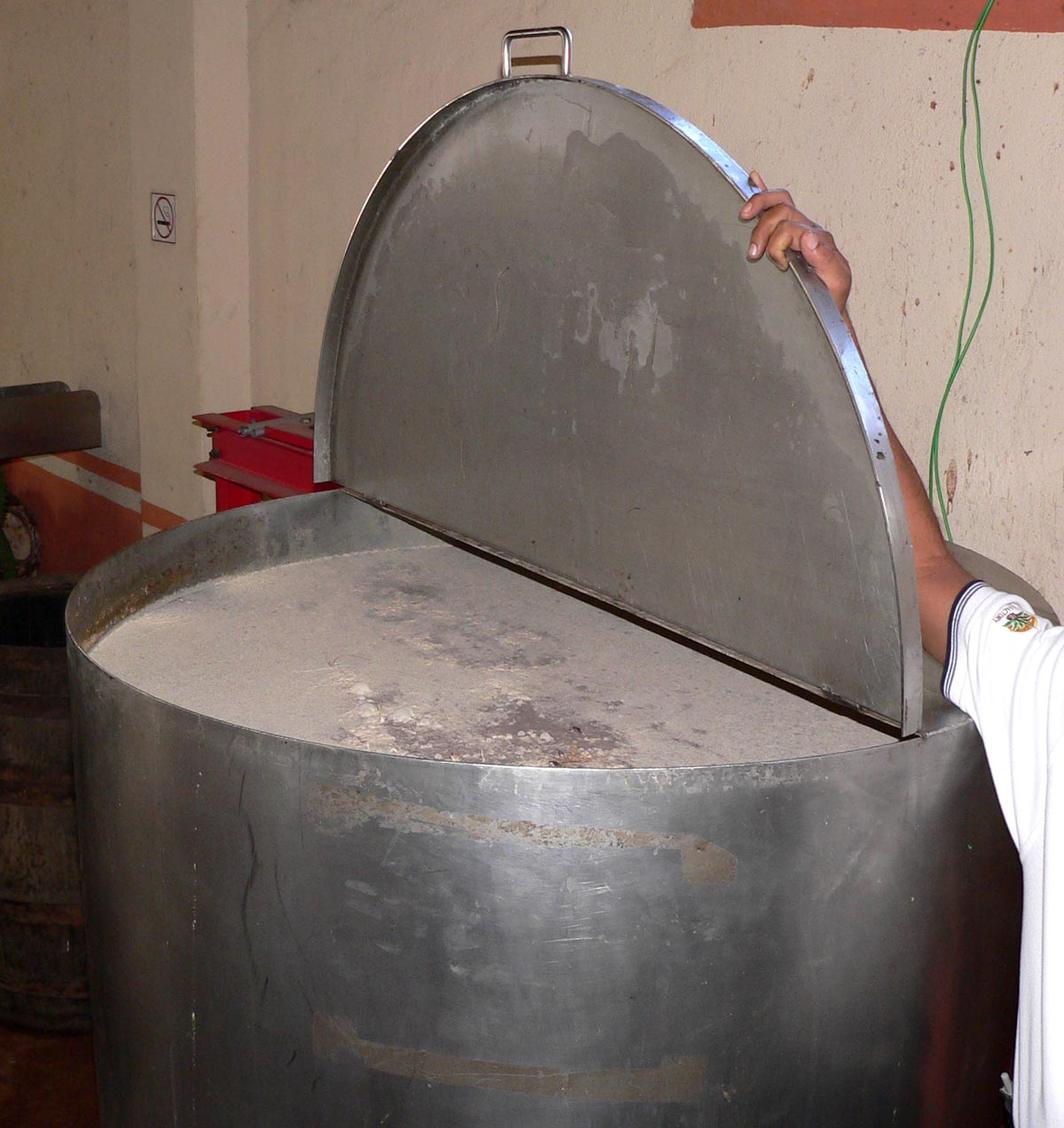
Fermentación de la pulpa

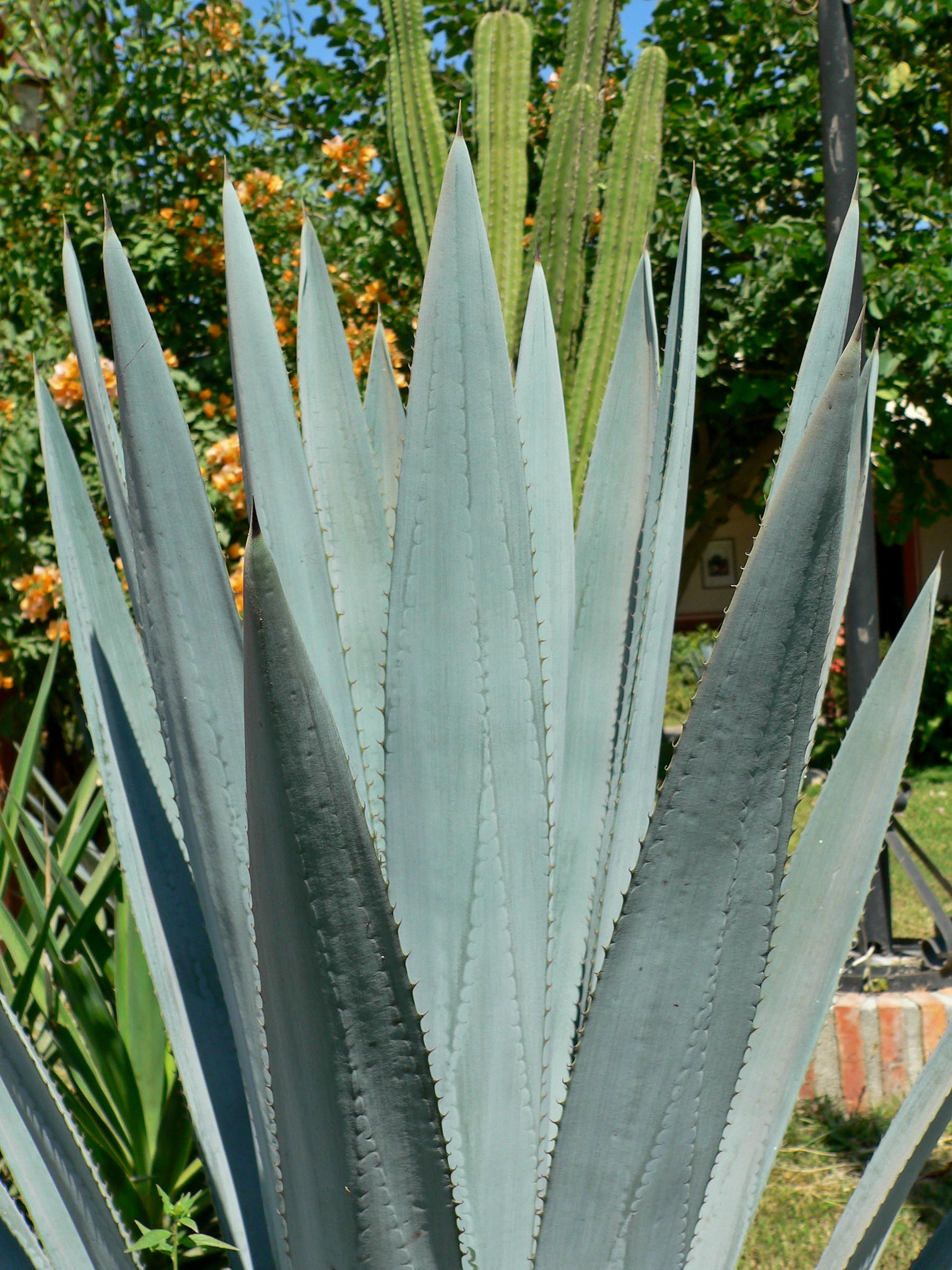
Detalle de las hojas

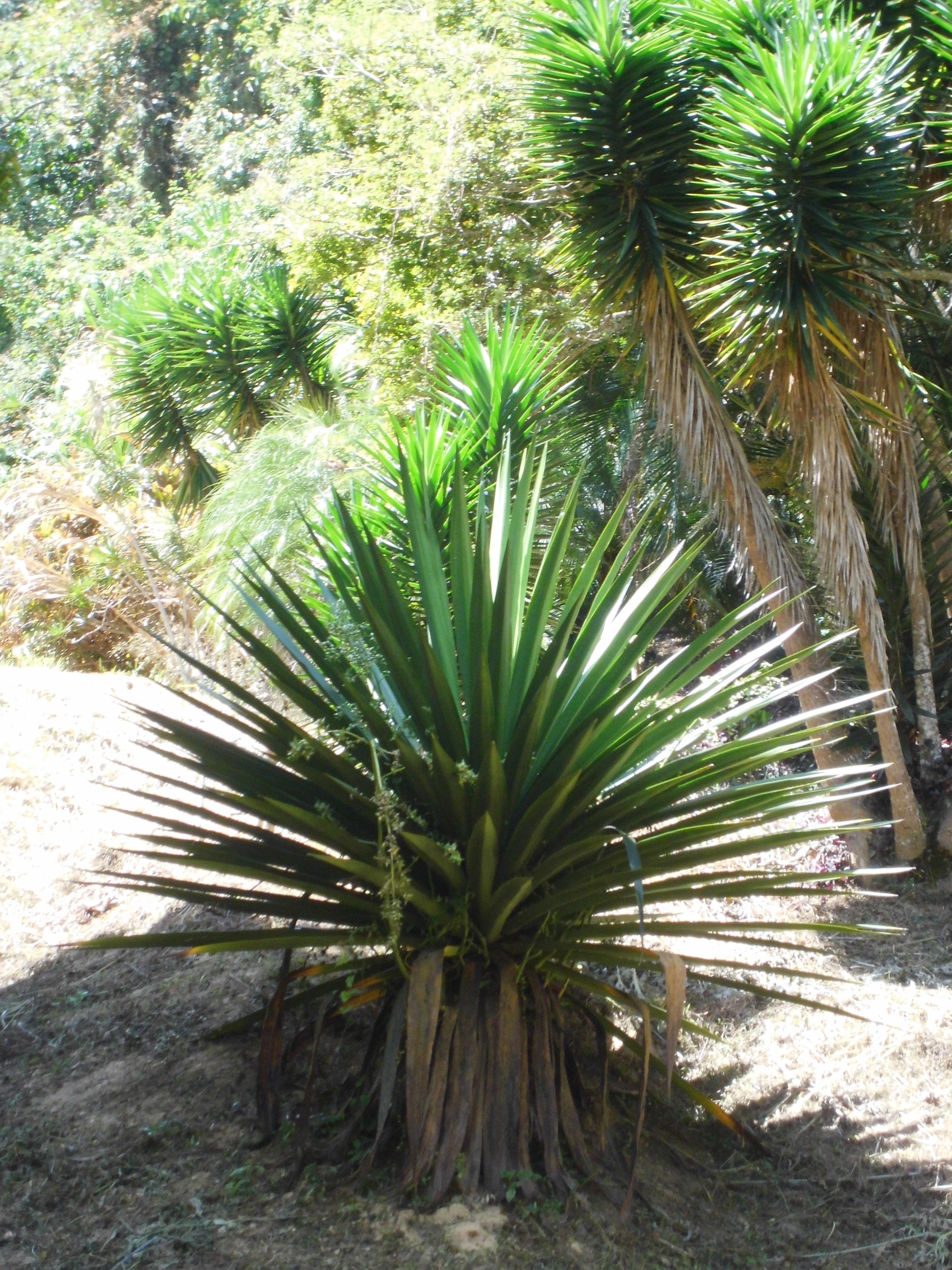
En su hábitat

## Descripción
Este agave es monocárpico, florece solo una vez en su vida y muere tras florecer. La floración se inicia de los 6 a los 15 años de cultivo; la emisión del tallo floral comienza en los meses de febrero a marzo. La planta produce un tallo floral de  unos cuantos  metros de altura, con numerosas umbelas con flores verdosas ligeramente amarillentas marchitas en antesis (cuando están abiertas).  Miles de flores caen sin ser polinizadas y son sustituidas por pequeños agaves en las yemas florales, estos se conocen como bulbilos.  Los pocos frutos que llegan a formarse pueden tener numerosas semillas blancas sin viabilidad para germinar.
La polinización no depende exclusivamente del murciélago Leptonycteris nivalis, un filostómido nectarívoro, sino también de insectos y colibríes.

## Historia
Los agaves han sido utilizados por los habitantes de Mesoamérica desde hace aproximadamente 9000 años. En general, antes de la llegada de los españoles la utilidad de los agaves fue para la producción de azúcares y fibras. Su uso decayó cuando el cultivo de la caña de azúcar llegó a México con los conquistadores.
El género Agave, cuyo significado en griego es ‘noble’ o ‘admirable’, fue dado a conocer a la ciencia por el sueco Carlos Linneo en 1753. Las plantas del género Agave son originarias de América, con la mayor concentración de especies nativas de México, en donde se les conoce con los nombres comunes de “magueyes” o “mezcales”.
Especies de agaves importantes en la producción de fibras son el henequén (Agave fourcroydes), Agave sisalana (Gentry 1982) y Agave tequilana, con el cual se produce fibra a partir de la raíz con el bagazo de desecho de la industria tequilera, y fibra de las hojas o pencas.
Los agaves producen distintos tipos de bebida. La savia natural cuando se extrae es de sabor dulce y se le conoce con el nombre de aguamiel, a este mismo, después de fermentado se le llama pulque. El líquido destilado derivado de los agaves es conocido como mezcal o tequila (Gentry 1982). Otras bebidas destiladas de Agave, de importancia regional son la “raicilla” y el “vino barranca”.
En Jalisco, en la barranca de la ciudad de Tequila y Amatitán, por su clima y vegetación, se desarrollaron agaves que se aprovecharon por sus características sobresalientes, fibras duras y tallos y bases de las hojas (pencas) con altas concentraciones de polisacáridos (Valenzuela, 2000).
En los años recientes, se han cultivado cientos de hectáreas en el oeste de México (Especialmente en donde son originarias Amatitán y Tequila (Jalisco), ambos en el edo. de Jalisco) con Agave tequilana y otras especies emparentadas, de cuyos tallos se destila el licor llamado tequila (McVaugh, 1989).

## Taxonomía
Artemisia tequilana fue descrita por Frédéric Albert Constantin Weber y publicado en Bulletin du Muséum d'Histoire Naturelle 8(3): 220–223, f. 1–2. 1902.
Etimología
Agave: nombre genérico que fue dado a conocer científicamente en 1753 por el naturalista sueco Carlos Linneo, quien lo tomó del griego Agavos. En la mitología griega, Ágave era una ménade hija de Cadmo, rey de Tebas que, al frente de una muchedumbre de bacantes, asesinó a su hijo Penteo, sucesor de Cadmo en el trono. La palabra agave alude, pues, a algo admirable o noble.
tequilana: epíteto que hace referencia a que con ella se produce el tequila.
Sinonimia
- Agave angustifolia subsp. tequilana (F.A.C.Weber) Valenz.-Zap. & Nabhan
- Agave palmaris Trel.
- Agave palmeris Trel.
- Agave pedrosana Trel.
- Agave pes-mulae Trel.
- Agave pseudotequilana Trel.[3]

## Importancia económica y cultural

### Usos medicinales
Agave tequiliana está siendo investigada por sus posibles usos medicinales por sus fructanos. También se estudia como fibra dietética y como prebiótico.[cita requerida]

### Variedades deAgave
Las variantes o variedades de Agave tequilana que han sido reconocidas por estudios de conservación son: la azul, la azul variegata o listada (con listas amarillas), sihuín y criollo o pata de mula. Las descripciones e ilustraciones de las variantes de Agave tequilana se pueden encontrar en los libros de El Agave tequilero. Cultivo e Industria de México y Tequila: A Natural and Cultural History.

### Bebidas alcohólicas

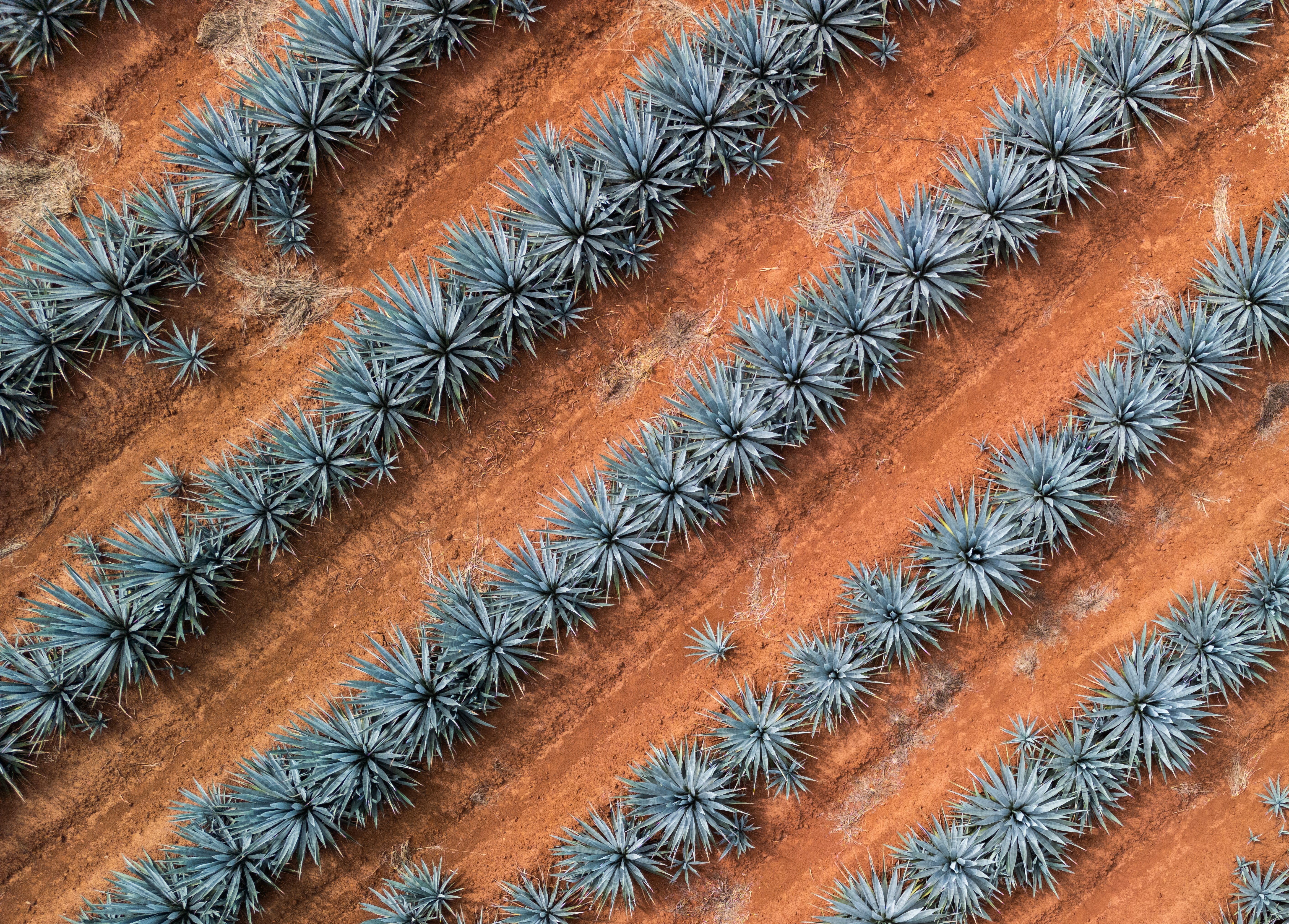
Campos de agave en Jalisco, México

Es el principal producto económico del estado de Jalisco en México. Se utiliza como única materia prima básica para la elaboración del tequila, la popular bebida mexicana. A lo largo y ancho de la República Mexicana, existen diferentes variedades de agaves:
- El pulquero, para la fabricación de cuerdas.
- Agave tequilana variedad azul, la única que da origen al tequila.

Agave tequilana variedad azul, utilizada como materia prima para la elaboración de tequila, se encuentra en 180 municipios de cinco estados de la república que forman parte de la Denominación de Origen tequila: Jalisco, Michoacán, Tamaulipas, Nayarit y Guanajuato. Solamente en esos municipios se puede utilizar la materia prima para la elaboración del tequila.
De acuerdo con la definición prevista en la Norma Oficial Mexicana NOM-006-SCFI-2005 Bebidas Alcohólicas - Tequila - Especificaciones, tequila es la “bebida alcohólica regional obtenida por destilación de mostos, preparados directa y originalmente del material extraído, en las instalaciones de la fábrica de un Productor Autorizado la cual debe estar ubicada en el territorio comprendido en la Declaración, derivados de las cabezas de Agave tequilana variedad azul, previa o posteriormente hidrolizadas o cocidas, y sometidos a fermentación alcohólica con levaduras, cultivadas o no, siendo susceptibles los mostos de ser enriquecidos y mezclados conjuntamente en la formulación con otros azúcares hasta en una proporción no mayor de 49 % de azúcares reductores totales expresados en unidades de masa, en los términos establecidos por esta NOM y en la inteligencia que no están permitidas las mezclas en frío. El tequila es un líquido que, de acuerdo a su clase, es incoloro o coloreado cuando es madurado o cuando es abocado sin madurarlo.
El proceso de producción de tequila dura, en promedio, 8 años, e inicia con la plantación de la principal materia prima utilizada en la elaboración del tequila, que es el agave. Planta de la familia de las agaváceas, de hojas largas y fibrosas, de forma lanceolada, de color azulado, cuya parte aprovechable para la elaboración de tequila es la piña o cabeza. La única especie admitida es Agave tequilana variedad azul, cultivada dentro del territorio comprendido en la Declaración.